# Lee Sang-ho (zapaśnik)
Lee Sang-ho (kor. 이 상호; ur. 22 maja 1963) – południowokoreański zapaśnik w stylu wolnym. Olimpijczyk z Seulu 1988, gdzie odpadł w eliminacjach w kategorii 48 kg.
Dwukrotny uczestnik mistrzostw świata. Zdobył srebrny medal w 1987. Czwarty na igrzyskach azjatyckich w 1986. Zdobył dwa brązowe medale (w obu stylach) w mistrzostwach Azji w 1987 roku.